# Levantamento da Cruz (estudo, Rembrandt)
Levantamento da Cruz (em neerlandês: Kruisoprichting) é uma pintura de cerca de 1633-1645 do pintor holandês da Pintura do Século de Ouro dos Países Baixos Rembrandt na coleção do Museu Bredius. Supõe-se que tenha sido pintado como um estudo para a pintura maior de Rembrandt sobre o mesmo assunto (A Elevação da Cruz (Rembrandt)). Presumiu-se que foi pintado como um estudo para a pintura maior de Rembrandt sobre o mesmo assunto, como parte de uma série encomendada em 1633 por Frederico Henrique, Príncipe de Orange. Tendo sido rejeitado como autógrafo pelo Rembrandt Research Project após a morte de Abraham Bredius, foi recentemente reatribuído ao mestre por Jeroen Giltaij, embora a dendrocronologia indique que a madeira para o painel não foi derrubada antes de 1642.